# Лукаш Салатта
Лукаш Салатта (порт. Lucas Salatta, 27 квітня 1987) — бразильський плавець.
Учасник Олімпійських Ігор 2004, 2008 років.
Призер Чемпіонату світу з плавання на короткій воді 2004 року.
Переможець Панамериканських ігор 2007 року.